# Grotte de Qesem
La grotte de Qesem est un site préhistorique du Paléolithique moyen, situé à 12 km à l'Est de Tel Aviv-Jaffa, en Israël. Les hommes ont occupé le site entre environ 382 000 et 152 000 ans avant le présent (AP). La grotte a livré l'une des premières preuves de domestication du feu trouvées au Proche-Orient, ainsi que des dents humaines fossiles jugées proches de celles d'Homo sapiens.

## Historique
La grotte de Qesem fut découverte en octobre 2000, quand la construction d'une route détruisit son plafond. Deux fouilles de sauvetage furent réalisées en 2001. Le site est désormais protégé, couvert et clôturé. Les fouilles se poursuivent.

## Description

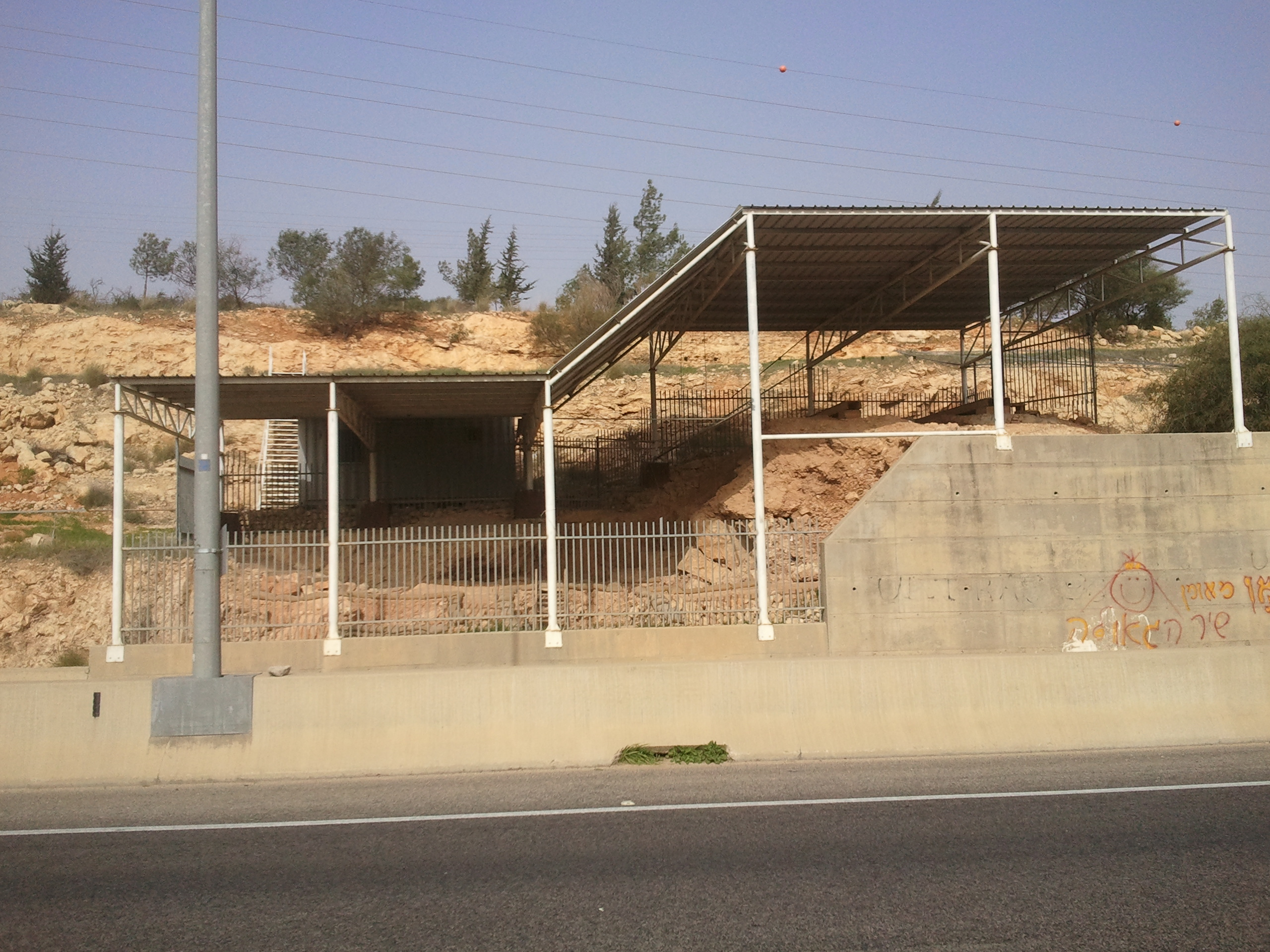
L'accès à la grotte de Qesem

La grotte de Qesem est creusée dans un calcaire Turonien de la montagne occidentale d'Israël, entre les collines de Samarie et la plaine côtière israélienne,. Elle est à une altitude de 90 m au-dessus de la mer.
Les dépôts sédimentaires sont épais de 7,5 m et se divisent en 5 couches. La partie supérieure fait 4,5 m d'épaisseur et la partie inférieure 3 m. Les dépôts contiennent des restes d'animaux et une industrie lithique rattachée au Yabroudien. Cette culture lithique suit au Proche-Orient l'Acheuléen et précède le Moustérien. Il n'y a aucune trace d'occupation rattachée au Moustérien,.

## Chronologie
La datation des spéléothèmes de la grotte indique qu'elle a été occupée à partir de 382 000 ans. Elle cesse d'être occupée vers 152 000 ans, peut-être plus tôt vers 207 000 ans.

## Outils lithiques
Des outils en silex ont été découverts dans la grotte de Qesem. Il s'agit principalement de lames, de grattoirs, de burins et de couteaux, ainsi que des outils sur éclats et des percuteurs.
Certaines strates contiennent de nombreuses lames et outils de la même famille alors qu'ils sont absents d'autres strates. Néanmoins, des grattoirs sur éclats épais se trouvent dans la plupart d'entre elles, alors que les bifaces de type Acheuléen sont dans toutes les couches archéologiques.
Toutes les étapes du façonnage de la fabrication des outils sont observables dans la grotte. Beaucoup de nucléus sont conservés à proximité d'éclats, permettant une reconstitution de la pierre d'origine.
La spallation des rayons cosmiques du Béryllium 10 permet de déduire que les silex utilisés dans la grotte de Qesem ont été collectés à la surface ou dans des carrières peu profondes. À la même période, les silex découverts dans la grotte de Tabun ont été extraits d'une profondeur de deux mètres ou plus.

## Domestication du feu
La grotte de Qesem contient en son centre les traces d'un foyer daté de 300 000 ans, indiquant la domestication du feu et son usage régulier au Paléolithique moyen. De grandes quantités d'ossements brulés, observés de façon microscopique et macroscopique, suggèrent le dépeçage des proies auprès du feu. Des échantillons d'os montrent des signes de brulure, la chaleur ayant pu atteindre la température de 500 °C. Des couches de cendres remplissent la fosse. Des os brulés d'animaux et des outils utilisés pour découper la chair ont été trouvés à proximité, permettant de supposer que le foyer a été utilisé à plusieurs reprises et qu'il était un point focal pour les humains vivant dans la grotte,.

## Gibier chassé

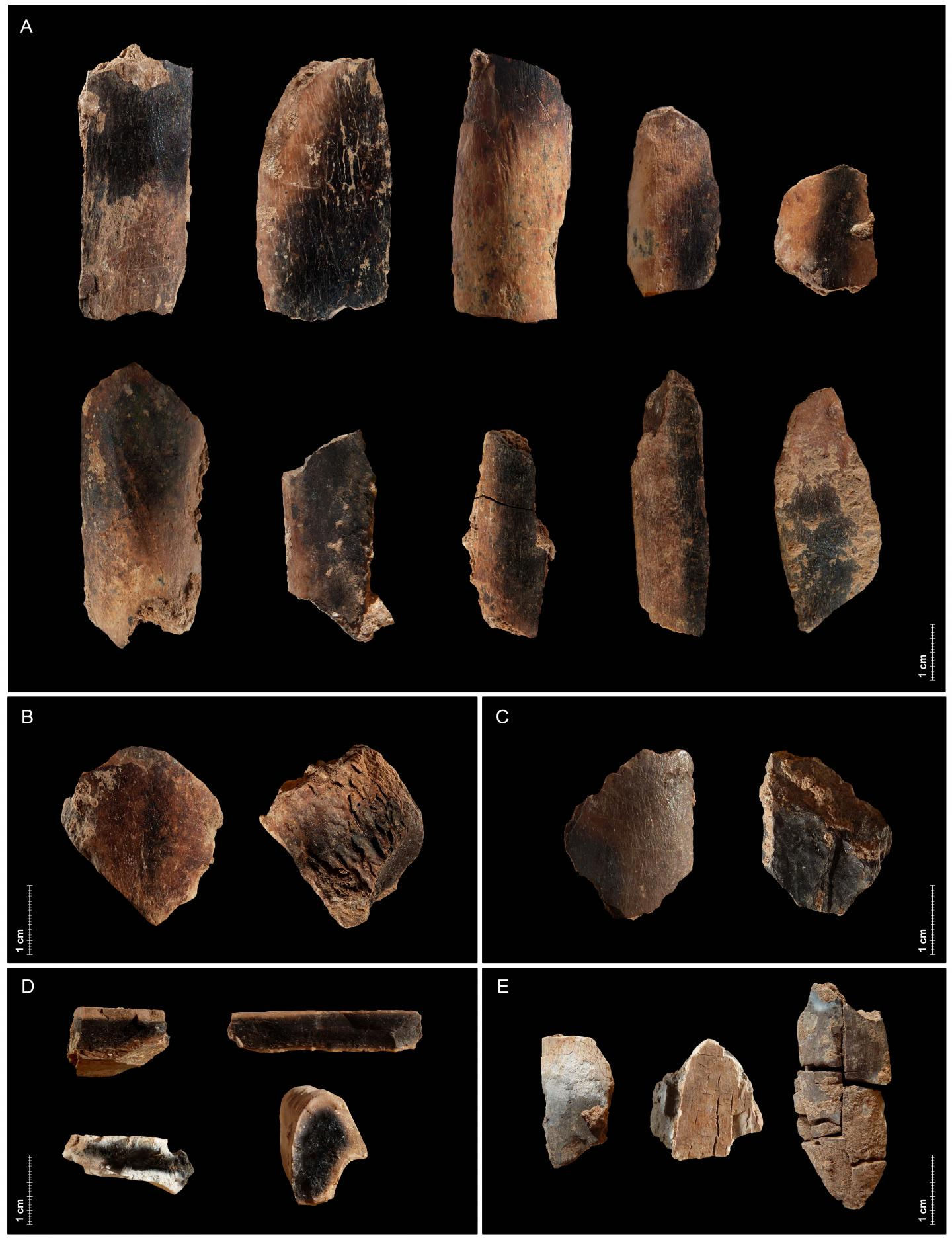
Os d'animaux brulés trouvés dans la grotte de Qesem, Israël

Les ossements de 4 740 animaux ont été identifiés. Il s'agit majoritairement de grands mammifères comme les daims (73 à 76 % des spécimens identifiés), des aurochs, des chevaux, des sangliers, des chèvres, des chevreuils, et des cerfs.
Des os de tortues terrestres et un rhinocéros ont également été trouvés, mais aucun reste de gazelle.
Ces ossements montrent des marques de découpe, d'extraction de la moëlle et de cuisson. L'analyse des sens de découpe et les placements anatomiques des marques de couteau indiquent que la viande et le tissu conjonctif ont été coupés de manière planifiée à partir de l'os.
Les restes de cerfs identifiés correspondent aux pattes et aux têtes, sans les autres parties du corps, suggérant que le dépeçage des carcasses était initié sur un autre site, le choix des pièces ramenées dans la grotte étant sélectif.
En outre, la présence d'os de fœtus et l'absence de bois de cerf impliquent que l'essentiel de la chasse se déroulait de la fin de l'hiver jusqu'au début de l'été. La nécessité d'enrichir le régime alimentaire de graisse animale rendait ces proies particulièrement importantes pour les humains.

## Dents humaines

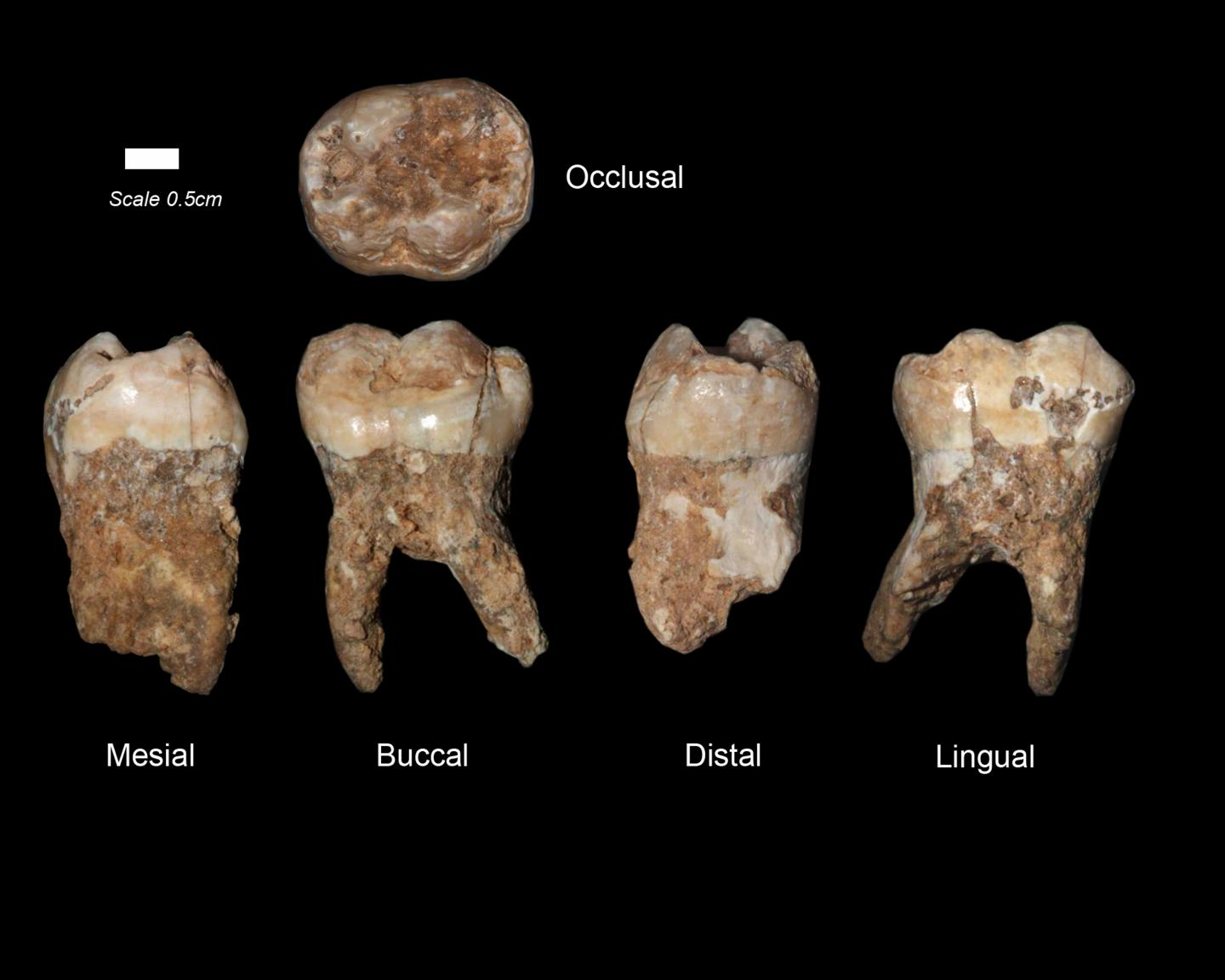
Dents humaines trouvées à Qesem

Les archéologues fouillant la grotte ont découvert huit dents, dispersées dans toutes les couches, de la plus récente, vers 200 000 ans, jusqu'à la plus profonde, vers 380 000 ans.
Après avoir analysé ces dents en tomodensitométrie et aux rayons X, les chercheurs les ont jugées proches de celles d'Homo sapiens. Toutefois, l’article n’exclut pas que ces dents appartiennent à des ancêtres d’Homo Sapiens ou de l’Homme de Néandertal.
Pour le chercheur britannique Paul Mellars, la probabilité qu'il s'agisse de dents d'Homo sapiens paraissait à l'époque de la découverte « très ténue, et même franchement peu vraisemblable. » Le crâne aurait permis de préciser l'espèce concernée, les dents seules n'étant pas assez fiables pour cette identification.
Pour Marylène Patou-Mathis, la position stratigraphique de ces dents, dispersées dans les couches entre 380 000 et 200 000 ans paraissait incertaine, des phénomènes et des agents taphonomiques pouvant perturber la disposition des gisements.
L'analyse des dépôts sur les dents montre des traces de nourriture faite de plantes, ainsi que des petites quantités de sang attestant d'une consommation de chair animale. Des fibres non comestibles, également trouvées, ont pu être utilisées par les hommes de Qesem pour nettoyer leurs dents.
Les dents montrent également que des polluants irritants, tel que le charbon de bois issu du feu, ont pu avoir un impact sur leur santé,.